# オーレル・ハーシュハイザー
- オーレル・ハーシハイザー
- オーレル・ハーシュイザー
- オーレル・ハーシザー

オーレル・レナード・ハーシュハイザー4世（Orel Leonard Hershiser IV, 1958年9月16日 - ）は、アメリカ合衆国ニューヨーク州バッファロー出身の元プロ野球選手（投手）。愛称は"ブルドッグ"（"Bulldog"）。

## 経歴

### プロ入りとドジャース時代

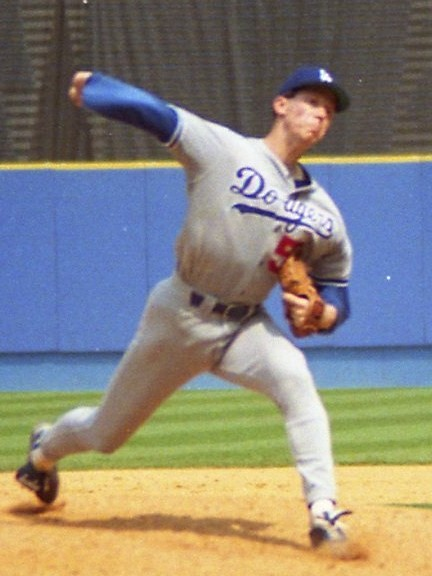
ロサンゼルス・ドジャース時代 (1993年)

1979年のMLBドラフト17巡目でロサンゼルス・ドジャースから指名を受け入団。
1983年9月1日のモントリオール・エクスポズ戦でメジャーデビュー。
1984年は序盤リリーフとしての起用だったが、7月4日のピッツバーグ・パイレーツ戦でメジャー初完封を達成すると7月は月間4完封を記録、ピッチャー・オブ・ザ・マンスを受賞するなど先発に定着。11勝8敗・防御率2.66・リーグ最多タイの4完封の成績で、ルーキー・オブ・ザ・イヤーの投票では3位に入った。
1985年は後半戦で負けなしの11連勝・防御率1.34と絶好調で、19勝3敗・リーグ3位の防御率2.03を記録し、サイ・ヤング賞の投票では3位に入った。
1986年は14勝14敗・防御率3.85と成績を落とす。
1987年は前半戦で10勝を挙げて自身初のオールスターゲームに選出される。最終的に16勝16敗・防御率3.06、リーグ最多の264.2イニングの成績だった。
1988年は開幕投手を務めた左腕エースのフェルナンド・バレンズエラが故障で5勝に終わるのに対し開幕から6連勝を記録し、6・7月にも6連勝。前半戦で13勝を記録し、2年連続でオールスターゲームに選出される。8月30日のエクスポズ戦で5回に2失点を喫するが、6回以降の4イニングを無失点に抑えた後、5試合連続で完封勝利。シーズン最後の登板となったサンディエゴ・パドレス戦でも10回を0点に抑え、ドジャースの大先輩ドン・ドライスデールが1968年に打ち立てた58回2/3イニング連続無失点のメジャー記録を更新する59イニング連続無失点を記録した。23勝8敗・防御率2.26、いずれもリーグ最多の267.0イニング・15完投・8完封の成績でダニー・ジャクソンと並んで最多勝のタイトルを獲得し、チームの地区優勝に大きく貢献した。ポストシーズンに入っても勢いは止まらず、ニューヨーク・メッツとのリーグチャンピオンシップシリーズでは、第7戦で5安打完封勝利を挙げてリーグ優勝をもたらし、シリーズMVPを獲得。下馬評では不利とされていたオークランド・アスレティックスとのワールドシリーズでは第2戦で3安打完封勝利を挙げた上に、打ってもシリーズ史上64年ぶりの「投手の1試合3安打」を記録。第5戦でも2失点完投勝利を挙げ、4勝1敗でアスレティックスを下して7年ぶりのワールドチャンピオンとなり、ワールドシリーズMVPを受賞。サイ・ヤング賞、ゴールドグラブ賞も獲得した。直後に開催された日米野球でも訪日した。第1戦は日本ハムの田村藤夫に、第3戦は南海の佐々木誠に本塁打を打たれた。
1989年は初登板のシンシナティ・レッズ戦で初回二死後に失点し、連続無失点記録が途切れた。15勝・防御率2.31、リーグトップの256.2イニングながら、後半戦で7連敗を喫するなど援護に恵まれず、リーグワーストタイの15敗と「元の姿」に戻ってしまった。
1990年は故障のため僅か4試合の登板に終わる。
1991年は5月下旬に復帰し7勝。
1992年はリーグワーストタイの15敗を喫する。
1993年は5月21日のコロラド・ロッキーズ戦で4年ぶりの完封勝利を挙げるが、12勝14敗。打率.356を記録してシルバースラッガー賞を受賞した。
1994年はストライキの影響で6勝に終わった。オフにフリーエージェントとなった。

### インディアンス時代
1995年4月8日にクリーブランド・インディアンスと契約。後半戦で11勝を記録するなど16勝を挙げて復活する。チームは2位に30ゲーム差を付けて独走で地区優勝。シアトル・マリナーズとのリーグチャンピオンシップシリーズでは2勝・防御率1.29を記録してMVPに選出され、両リーグでリーグチャンピオンシップシリーズMVPを獲得した初めての選手となった。アトランタ・ブレーブスとのワールドシリーズでは第1戦と第5戦に先発していずれもグレッグ・マダックスと投げ合い1勝1敗だったが、チームは2勝4敗で敗退。
1996年は15勝を挙げて2年連続の地区優勝に貢献するが、ディビジョンシリーズでボルチモア・オリオールズに敗退。
1997年は14勝を挙げてチームは地区3連覇を果たす。オリオールズとのリーグチャンピオンシップシリーズでは第3戦に先発し、勝利こそ付かなかったが7回無失点と好投、2年ぶりのリーグ優勝に貢献した。史上初めてワイルドカードから勝ち上がったフロリダ・マーリンズとのワールドシリーズでは第1戦と第5戦に先発したが、計13失点と振るわず2敗を喫し、3勝4敗で敗退した。オフにフリーエージェントとなった。

### ジャイアンツ時代
1997年12月9日にサンフランシスコ・ジャイアンツと契約。
1998年は11勝を挙げるが、チームはワイルドカード決定戦でシカゴ・カブスに敗れポストシーズン進出を逃した。

### メッツ時代
1999年2月20日にインディアンスと契約。3月25日にFAとなるが、同日ニューヨーク・メッツと契約。13勝を挙げてチームのワイルドカード獲得に貢献する。ポストシーズンではリリーフでの登板のみだった。

### ドジャース復帰
1999年11月17日に古巣ドジャースと契約。
2000年は年齢もあって衰えを隠せず、1勝5敗・防御率13.14に終わり、6月27日にFAとなり、現役引退。

### 引退後

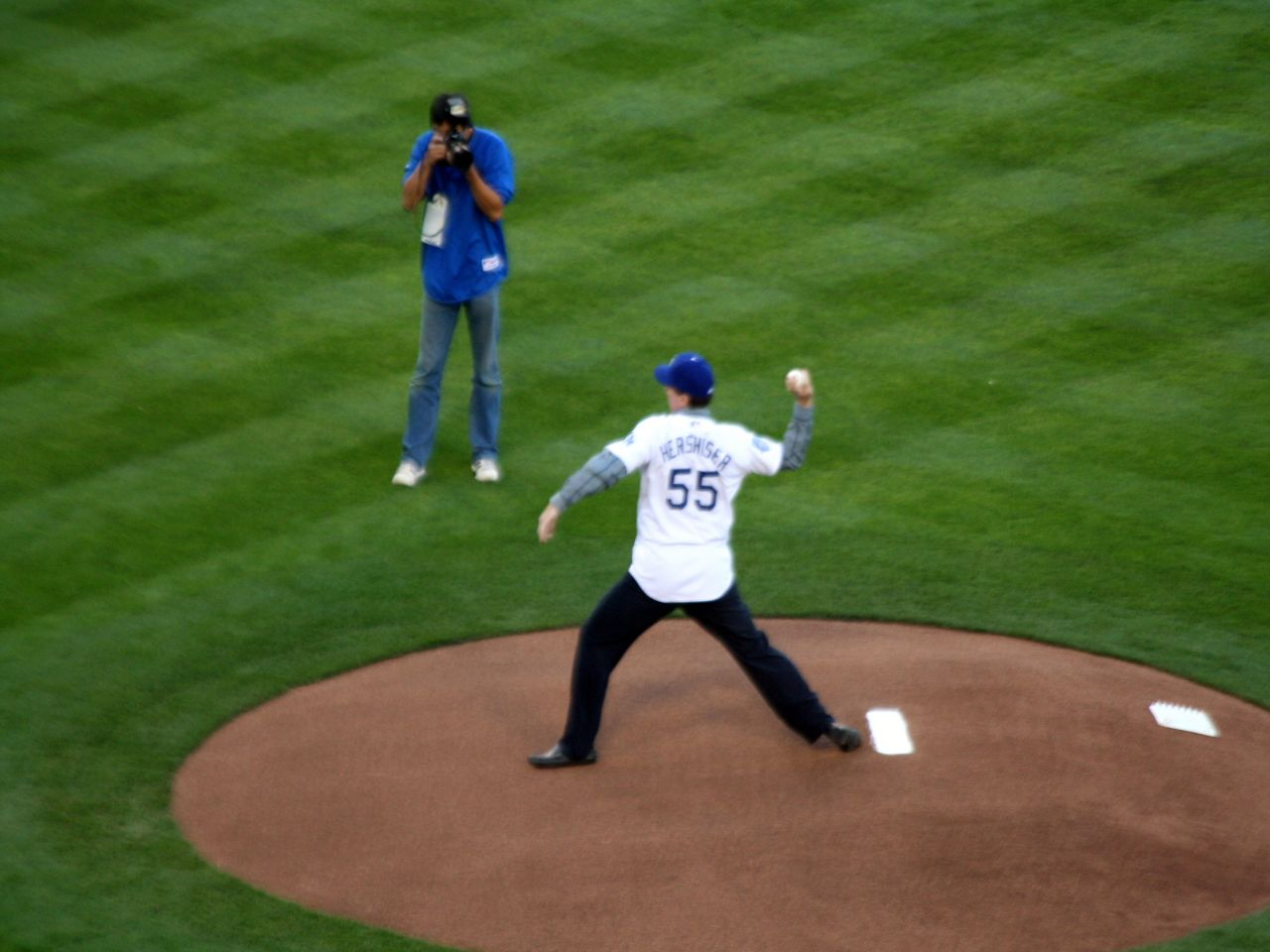
2008年のナショナルリーグチャンピオンシップシリーズで始球式を務めるハーシュハイザー

2002年途中から2005年までテキサス・レンジャーズの投手コーチを務めた。
2013年までESPN『Baseball Tonight』で解説者を務めた。
2014年からはスポーツネットLAでドジャースの専属解説者を務めている。

## 人物
弟のゴードン・ハーシュハイザーも投手で、メジャーに昇格することはできなかったが、1987年から4シーズン、兄と同じドジャースのマイナーに所属していた。
ニューヨーク州バッファローの上流階級の家庭に生まれる。ハーシュハイザー家では長男が必ずオーレルの名を受け継ぐ事になっており、彼は4世である。

## 詳細情報

### 年度別投手成績
| 年 度      | 球 団      | 登 板 | 先 発 | 完 投 | 完 封 | 無 四 球 | 勝 利 | 敗 戦 | セ 丨 ブ | ホ 丨 ル ド | 勝 率 | 打 者 | 投 球 回 | 被 安 打 | 被 本 塁 打 | 与 四 球 | 敬 遠 | 与 死 球 | 奪 三 振 | 暴 投 | ボ 丨 ク | 失 点 | 自 責 点 | 防 御 率 | W H I P |
| ---------- | ---------- | ----- | ----- | ----- | ----- | -------- | ----- | ----- | -------- | ----------- | ----- | ----- | -------- | -------- | ----------- | -------- | ----- | -------- | -------- | ----- | -------- | ----- | -------- | -------- | ------- |
| 1983       | LAD        | 8     | 0     | 0     | 0     | 0        | 0     | 0     | 1        | --          | ----  | 37    | 8.0      | 7        | 1           | 6        | 0     | 0        | 5        | 1     | 0        | 6     | 3        | 3.38     | 1.63    |
| 1984       | LAD        | 45    | 20    | 8     | 4     | 2        | 11    | 8     | 2        | --          | .579  | 771   | 189.2    | 160      | 9           | 50       | 8     | 4        | 150      | 8     | 1        | 65    | 56       | 2.66     | 1.11    |
| 1985       | LAD        | 36    | 34    | 9     | 5     | 0        | 19    | 3     | 0        | --          | .864  | 953   | 239.2    | 179      | 8           | 68       | 5     | 6        | 157      | 5     | 0        | 72    | 54       | 2.03     | 1.03    |
| 1986       | LAD        | 35    | 35    | 8     | 1     | 1        | 14    | 14    | 0        | --          | .500  | 988   | 231.1    | 213      | 13          | 86       | 11    | 5        | 153      | 12    | 3        | 112   | 99       | 3.85     | 1.29    |
| 1987       | LAD        | 37    | 35    | 10    | 1     | 0        | 16    | 16    | 1        | --          | .500  | 1093  | 264.2    | 247      | 17          | 74       | 5     | 9        | 190      | 11    | 2        | 105   | 90       | 3.06     | 1.21    |
| 1988       | LAD        | 35    | 34    | 15    | 8     | 3        | 23    | 8     | 1        | --          | .742  | 1068  | 267.0    | 208      | 18          | 73       | 10    | 4        | 178      | 6     | 5        | 73    | 67       | 2.26     | 1.05    |
| 1989       | LAD        | 35    | 33    | 8     | 4     | 2        | 15    | 15    | 0        | --          | .500  | 1047  | 256.2    | 226      | 9           | 77       | 14    | 3        | 178      | 8     | 4        | 75    | 66       | 2.31     | 1.18    |
| 1990       | LAD        | 4     | 4     | 0     | 0     | 0        | 1     | 1     | 0        | --          | .500  | 106   | 25.1     | 26       | 1           | 4        | 0     | 1        | 16       | 0     | 1        | 12    | 12       | 4.26     | 1.18    |
| 1991       | LAD        | 21    | 21    | 0     | 0     | 0        | 7     | 2     | 0        | --          | .778  | 473   | 112.0    | 112      | 3           | 32       | 6     | 5        | 73       | 2     | 4        | 43    | 43       | 3.46     | 1.29    |
| 1992       | LAD        | 33    | 33    | 1     | 0     | 1        | 10    | 15    | 0        | --          | .400  | 910   | 210.2    | 209      | 15          | 69       | 13    | 8        | 130      | 10    | 0        | 101   | 86       | 3.67     | 1.32    |
| 1993       | LAD        | 33    | 33    | 5     | 1     | 3        | 12    | 14    | 0        | --          | .462  | 913   | 215.2    | 201      | 17          | 72       | 13    | 7        | 141      | 7     | 0        | 106   | 86       | 3.59     | 1.27    |
| 1994       | LAD        | 21    | 21    | 1     | 0     | 0        | 6     | 6     | 0        | --          | .500  | 575   | 135.1    | 146      | 15          | 42       | 6     | 2        | 72       | 6     | 2        | 67    | 57       | 3.79     | 1.39    |
| 1995       | CLE        | 26    | 26    | 1     | 1     | 1        | 16    | 6     | 0        | --          | .727  | 683   | 167.1    | 151      | 21          | 51       | 1     | 5        | 111      | 3     | 0        | 76    | 72       | 3.87     | 1.21    |
| 1996       | CLE        | 33    | 33    | 1     | 0     | 0        | 15    | 9     | 0        | --          | .625  | 908   | 206.0    | 238      | 21          | 58       | 4     | 12       | 125      | 11    | 1        | 115   | 97       | 4.24     | 1.44    |
| 1997       | CLE        | 32    | 32    | 1     | 0     | 0        | 14    | 6     | 0        | --          | .700  | 826   | 195.1    | 199      | 26          | 69       | 2     | 11       | 107      | 11    | 0        | 105   | 97       | 4.47     | 1.37    |
| 1998       | SF         | 34    | 34    | 0     | 0     | 0        | 11    | 10    | 0        | --          | .524  | 887   | 202.0    | 200      | 22          | 85       | 7     | 13       | 126      | 12    | 0        | 105   | 99       | 4.41     | 1.41    |
| 1999       | NYM        | 32    | 32    | 0     | 0     | 0        | 13    | 12    | 0        | 0           | .542  | 776   | 179.0    | 175      | 14          | 77       | 2     | 11       | 89       | 6     | 0        | 92    | 91       | 4.58     | 1.41    |
| 2000       | LAD        | 10    | 6     | 0     | 0     | 0        | 1     | 5     | 0        | 1           | .167  | 136   | 24.2     | 42       | 5           | 14       | 1     | 11       | 13       | 2     | 0        | 36    | 36       | 13.14    | 2.27    |
| 通算：18年 | 通算：18年 | 510   | 466   | 68    | 25    | 13       | 204   | 150   | 5        | 1           | .576  | 13150 | 3130.1   | 2939     | 235         | 1007     | 108   | 117      | 2014     | 121   | 23       | 1366  | 1211     | 3.48     | 1.26    |

- 各年度の太字はリーグ最高

### タイトル
- 最多勝利 1回：1988年

### 表彰
- サイ・ヤング賞 1回：1988年
- シルバースラッガー賞 1回：1993年
- ゴールドグラブ賞 1回：1988年
- リーグチャンピオンシップシリーズMVP 2回：1988年, 1995年
- ワールドシリーズMVP 1回：1988年
- ベーブ・ルース賞 1回：1988年

### 記録
- 59イニング連続無失点：1988年（メジャー記録）
- MLBオールスターゲーム選出 3回：1987年 - 1989年